# 손성민
손성민은 대한민국의 연예기획자이며, 대중문화단체인이다. 
사단법인 코리아드라마페스티벌조직위원회 조직위원장,
(사)한국연예매니지먼트협회 회장, (사)한국대중문화예술산업총연합 부회장이다.

## 프로필
- 現 코리아드라마페스티벌조직위원회 조직위원장
- 前 한국연예매니지먼트협회 제4대,제5대 회장
- 前 한국대중문화예술산업총연합 제4대 제5대 부회장
- 前 APAN Star Awards(아시아태평양 스타 어워즈) 집행위원장(2015~)

## 저서
- 2018.07.12 연예기획자가 알려주는 '스타의 조건'
- 2009.08.20 STAR '스타'-누구나 스타를 꿈꿀 수 있지만, 아무나 스타가 될 수는 없다

## 수상 내역
- 2018 문화체육관광부 장관 표창
- 2018 제6회 대한민국 예술문화인대상 예술문화공로부문
- 2015 제5회 대한민국 한류대상 대중문화 공로상
- 2013 대전광역시 대중문화발전 부문 표창

## 주요 경력
- 2018.4~2021.3 제5대 한국연예매니지먼트협회 회장
- 2018~2021 '아시아태평양 스타 어워즈' 집행위원장
- 2017 '제1회 소리바다 베스트 케이뮤직 어워즈' 심사위원 역임
- 2016 '제5회 아시아태평양 스타 어워즈' 집행위원장 역임
- 2015 '제4회 에이판 스타 어워즈' 집행위원장 역임
- 2016~문화체육관광부 '대중문화예술기획업' 심사 확인 단체장
- 2015~2018.3 제4대 한국연예매니지먼트협회 회장 역임
- 2008 (주)코엔스타즈 대표
- 2008 (주)웰메이드스타엠 총괄 대표